# نانسي نصر الله
نانسي نصر الله مغنية لبنانية. اشتهرت في العالم العربي بعد مشاركتها في البرنامج الغنائي سوبر ستار الموسم الثالث.

## أعمالها الفنية
- غبلك شي يوم (2015)
- ست الحبايب (2015)
- بطل مجروح (2015)
- نقطة عالسطر (2015)
- إيد بإيد (2016)
- ما فيك (2017)